# Liste der Bischöfe von Southampton
Die Liste der Bischöfe von Southampton stellt die bischöflichen Titelträger der Church of England, der Diözese von Birmingham, in der Province of Canterbury dar. Der Titel wurde nach der Hafenstadt Southampton benannt.
| Liste der Bischöfe von Southampton | Liste der Bischöfe von Southampton | Liste der Bischöfe von Southampton | Liste der Bischöfe von Southampton                      |
| Von                                | Bis                                | Name                               | Anmerkungen                                             |
| ---------------------------------- | ---------------------------------- | ---------------------------------- | ------------------------------------------------------- |
| 1895                               | 1896                               | William Awdry                      | danach Bischof von Osaka und Bischof von Tokio          |
| 1896                               | 1899                               | George Fisher                      | danach Bischof von Ipswich                              |
| 1899                               | 1903                               | Arthur Lyttelton                   |                                                         |
| 1903                               | 1921                               | James Macarthur                    | vorher Bischof von Mumbai                               |
| 1921                               | 1933                               | Cecil Boutflower                   | vorher Bischof von Dorking und Bischof von Tokio        |
| 1933                               | 1943                               | Arthur Karney                      | vorher Bischof von Johannesburg                         |
| 1943                               | 1951                               | Edmund Morgan                      | danach Bischof von Truro                                |
| 1951                               | 1972                               | Kenneth Lamplugh                   |                                                         |
| 1972                               | 1984                               | John Cavell                        |                                                         |
| 1984                               | 1989                               | David Cartwright                   |                                                         |
| 1989                               | 1996                               | John Perry                         | danach Bischof von Chelmsford                           |
| 1996                               | 2003                               | Jonathan Gledhill                  | danach Bischof von Lichfield                            |
| 2004                               | 2009                               | Paul Butler                        | danach Bischof von Southwell und Bischof von Nottingham |
| 2010                               | 2019                               | Jonathan Frost                     |                                                         |
| 2019                               | 2023                               | Debbie Sellin                      | danach Bischöfin von Peterborough                       |
| 2024                               | Gegenwart                          | Rhiannon King                      |                                                         |